# 新苏维埃主义

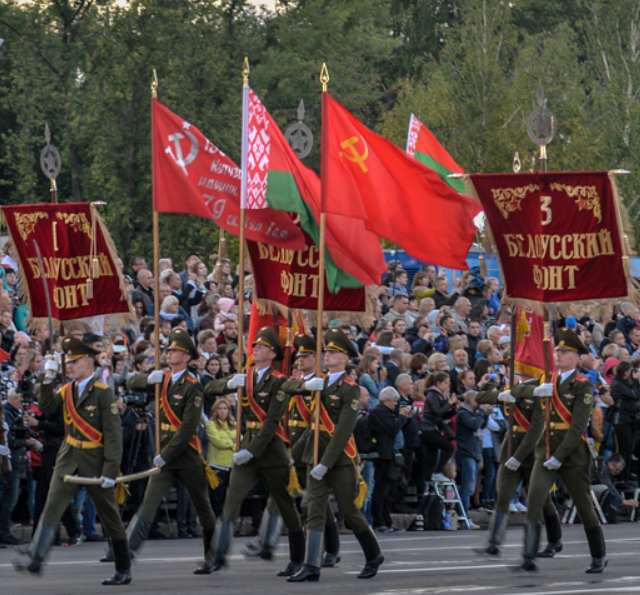
2019年，白俄羅斯明斯克，白俄羅斯儀仗隊举着白俄罗斯国旗、苏联国旗和胜利旗閱兵。

新蘇維埃主義（俄語：Неосоветизм），有時被稱為再苏维埃化，是一些後蘇聯國家的蘇式政策、也是現代世界復興蘇聯或基於對蘇聯時代的懷念的特定政治運動。有評論稱，俄羅斯現任總統弗拉基米尔·普京持有許多新苏维埃主义觀點，特別是在法律和社會秩序上的管控以及軍事戰略防禦方面。